# Gioura
Gioura (en griego: Γιούρα) es una isla griega y un asentamiento abandonado en la parte oriental de las islas Espóradas. Administrativamente, la isla pertenece al municipio de Alonnisos.
El censo de 1991 registraba un único habitante en la isla por lo que era entonces el municipio menos poblado de Grecia. Sin embargo, el pequeño asentamiento quedó abandonado a mediados y finales de la década de 1990, y el municipio desapareció y fue fusionado con Alonnisos.
El nombre de la isla se remonta a los tiempos antiguos cuando era conocida como Gerontia. El nombre fue alterado después a Gioura. La isla también cuenta con un asentamiento neolítico.